# Herman Boerhaave
Herman(us) Boerhaave (Voorhout, 1668. december 31. – Leiden, 1738. szeptember 23.) holland orvos, anatómus, botanikus, vegyész és kutató professzor, aki egy ideig az orvosi kar öt katedrájából hármat töltött be, a Leideni Egyetem rektora és a Hortus botanicus Leideni botanikus kert igazgatója volt. Tehetséges tanárként ismerték, és Európa egyik leghíresebb tudósa volt, akinek híre Kínába is eljutott. Boerhaaves mottója: Simplex sigillum veri – Az egyszerűség az igazság jele.

## Életpályája
Boerhaave Voorhoutban született. Anyja, Hagar Daelder, egy amszterdami kereskedő lánya volt, aki 1673-ban meghalt. Apja, Jacob Boerhaave miniszter, Herman hatéves korában újraházasodott. Gyerekkorában, 12 éves korától öt éven át szenvedett egy tartós fekélytől a bal combján, ami miatt számtalan orvoshoz fordultak, akik fájdalmas kezelést alkalmaztak nála. Alkalmasint ezek a tapasztalatok keltették fel érdeklődését az orvostudomány, és növelték empátiáját páciensei szenvedései iránt.
A latin iskolában, ahol negyedik osztályba került (otthon már tanult, apja egyházi szolgálatra szánta), kiváló jegyekkel és azzal tűnt ki, hogy mindig osztályelsö volt. 1682-ben édesapja hirtelen meghalt, feleségét és kilenc gyermekét szegenysegben hagyva. Boerhaave először a Leideni Egyetemen tanult filozófiát, teológiát és matematikát, részben a jótevőktől kapott adomanyok segítségével. Többek között Burchard de Volder óráira járt. 1690-ben doktorált a De differentione mentis a corpore (Az elme és a test megkülönböztetéséről) című disszertációjával, amelyben Epikurosz, Thomas Hobbes és Spinoza tanait támadta. Ezt követően orvostudományt tanult. 1693-ban Harderwijkben szerzett orvosdoktori fokozatot (valószínűleg azért, mert ott olcsóbb volt, mint Leidenben; anyagi lehetőségei igen szűkösek voltak ezekben az években), és Leidenben telepedett le orvosként.
1701-ben a Leideni Egyetem orvostudományi oktatójává nevezték ki. Beavató beszédében, a De commendando Hippocratis stúdióban ezt a nagyszerű tanárt ajánlotta tanítványainak utánzásra. 1709-ben Leidenben a botanika és az orvostudomány professzora lett, és ebben a pozícióban sok hasznos munkát végzett, nemcsak az egyetem, hanem a Leideni hortus számára is, ahol sok fejlesztést és bővítést hajtott végre, és számos új fajt írt le. 1710. szeptember 14-én feleségül vette Maria Drolenvaux-t, egy gazdag kereskedő lányát. Négy gyermekük született, közülük csak egy, Maria Joanna érte meg a felnőttkort.
1714-ben kinevezték az egyetem rector magnificusának, és Govert Bidloo utódja lett a gyakorlati orvostudomány professzoraként. Itt mutatta be a betegágy melletti klinikai oktatás új formáját. Ahelyett, hogy tanítványait osztályozta volna, módszereket tanított nekik a betegek vizsgálatára, majd a diagnózis felállítására. Ezt azonban ő maga aligha tette: a betegek leveleiből vont le következtetéseket, gyógyszereket írt fel nekik. Kevéssé használta a Caeciliagasthuis tizenkét ágyát. 1715-ben Nagy Péter orosz cár hajnali ötkor meglátogatta. Négy évvel később (1718) a kémia tanárává is kinevezték.
1722-ben megbetegedett, és úgy döntött, hogy nyugalomba vonul. 1724-ben megvásárolta az Oud-Poelgeestet. Minden növényt, amely nem kapott helyet a hortusban, kihelyezett a sokkal nagyobb külterületre. Egyik tanítványa a berni Albrecht von Haller volt. 1728-ban az Académie française, 1730-ban a londoni Royal Society tagjává választotta. 1729-ben fel kellett adnia kémiai és botanikai katedráit, és az orvosképzésére koncentrált. Hosszú és fájdalmas betegség után végül 1738-ban Leidenben halt meg, és a Pieterskerkben temették el. Sírja közelében 1762-ben emlékművet állítottak neki, amelyet Frans Hemsterhuis tervezett és Antony Wapperon készített el.

## Jelentősége
Boerhaave újjáélesztette a hippokratészi, ágy melletti oktatás módszerét, és nagy jelentőséget tulajdonított a halál utáni boncolásnak, amely kimutathatja a rendellenességek és a tünetek közötti összefüggést. A Boerhaave-szindrómát, a nyelőcső felszakadását heves hányás során, amelyet róla nevezték el; a holland flotta egy általa kezelt admirálisának betegségtörténete alapján írta le.
A Boerhaave által bevezetett klinikai-patológiai konferenciák ma is fontos oktatási eszközt jelentenek. Számos tudományos hagyomány legjobb elemeit ötvözte. Módszereit Európa-szerte sok diák terjesztette el, akik sok országból érkeztek, hogy tanuljanak tőle. Két könyve, az Institutiones Medicinae (1708) és az Elementa Chemiae (1724) évtizedekig standard művek maradtak.
1735-ben Boerhaave találkozott a fiatal Linnével, aki éppen doktorált a Harderwijki Egyetemen. Felismerte benne a nagy tudományos tehetséget, és bemutatta George Cliffordnak, egy gazdag amszterdami bankárnak, akinek vidéki birtoka Heemstede de Hartekampban van. Clifford a betege és hipochonder volt. Boerhaave azt mondta Cliffordnak, hogy fel kell fogadnia egy orvost, aki figyeli az étrendjét, és evegett lett Linné Clifford személyes orvosa. Clifford kiterjedt növénygyűjteménye – amelyet a Holland Kelet-Indiai Társasággal való kapcsolatai révén tudott felépíteni – lehetővé tette Linnéa számára, hogy megírja híres Hortus Cliffortianusát. Boerhaave maga is leírta azokat a növényeket, amelyeket a társaság hajói hoztak Hollandiába. Például ő volt az első, aki leírta és illusztrálta a Fokföld valódi cukorerdőjét. Linné később a Protea repens nevet adta neki.

## Emlékezete
- A lelkészházat, amelyben Boerhaave Voorhoutban felnőtt, azóta Boerhaavehuisnak hívják, és a gyógynövénykerttel együtt még mindig létezik.
- A leideni Rijksmuseum Boerhaavéról kapta a nevét.
- A Boerhaave Medical Center ma az egykori Boerhaave-klinika testvérházában működik Amszterdamban.
- A leideni LUMC egyetem „Boerhaave tanfolyamok” címmel orvosi továbbképzéseket szervez.
- 1959 márciusa és 1987 júliusa között kórházat neveztek el Boerhaavéről Harderwijkben, amely a Sanatorium Sonnevanck főépületében található.
- Antwerpenben a Stuivenberggasthuis körüli egyik utcát Boerhaavestraatnak hívják.
- 1955 és 1961 között Boerhaave portréja volt a húszguldenes bankjegyen.[11]
- 1958 és 1962 között KLM-légitársaságnak volt egy "Hermannus Boerhaave" nevű PH-LKN Lockheed L1049H Super Constellation kereskedelmi repülőgépe.[12]
- A leideni Rijnsburgerwegen található egy Boerhaave-szobor, amelyet Jean Theodore Stracké szobrász készített.[13]
- A Particulier Medisch Gezelschap Boerhaave, az Utrechtsch Studenten Corps magáncége 1881-ben alakult.
- Deventerben az alsó HAVO és VWO középiskolája Boerhaave nevét viseli.
- A leideni Boerhaave College, amelyet 1973-ban alapítottak, a VAVO iskola.
- Síremlékének tervét a groningeni Hinckaertshuis kerthelyiségének falába építette be 1775 körül Paulus Graeuwen, Boerhaave tanítványa és a Groningeni Egyetem professzora.[14]
- Hírnevének bizonyítéka az az anekdota, hogy állítólag helyesen kézbesítették a számára Kínából érkező levelet, amelynek címzése: "Boerhaave, Europa". A levelet azonban a holland konzulnak adták at.[15]
- A Leideni Egyetemi Alap[16] lehetővé teszi a Boerhaave-széket,[17] ahol kiváló és tekintélyes, lehetőleg külföldről származó tudósok vendégprofesszori állásai vannak, akik a Leiden University Medical Center (LUMC) egy meghatározott kutatási és oktatási területét ösztönözhetik.
- Több mint húsz városban vannak utcák, terek és városrészek, amelyek Boerhaave nevét viselik. Beleértve a haarlemi Boerhaavelaant, ahol a Spaarne Gasthuis található.
- A Boerhaa útvonalat 2018. június 10-én nyitották meg Herman Boerhaave születésének 350. évfordulója tiszteletére. Ez a kerékpáros és gyalogos útvonal Voorhout, Oegstgeest és Leiden városokon halad el Boerhaave munkái, házai és kertjei mellett. A látnivalók közé tartozik a Het Overbosch Voorhoutban, az Oud-Poelgeest kastély Oegstgeestben és a Rijksmuseum Boerhaave Leidenben.
- Boerhaave nyilatkozata a voorhouti Nagelbrug kerékpáralagútjának oldalára van kiírva: „Az ajtó nyitva előtted, de a szív még inkább nyitva áll”. A kerékpáralagút másik oldalán Voorhout költőjének, Joep Derksennek a verssora található: „Értékeld az élet csókját”. Mindkét sor tartalmazza az eredeti latin nyelvű szöveget is.
- A Boerhaave Iskola Groningen városában működik. A dél-groningeni Boerhaaveschool az egyetlen általános iskola Groningenben, ahol Maria Montessori-féle oktatás folyik.

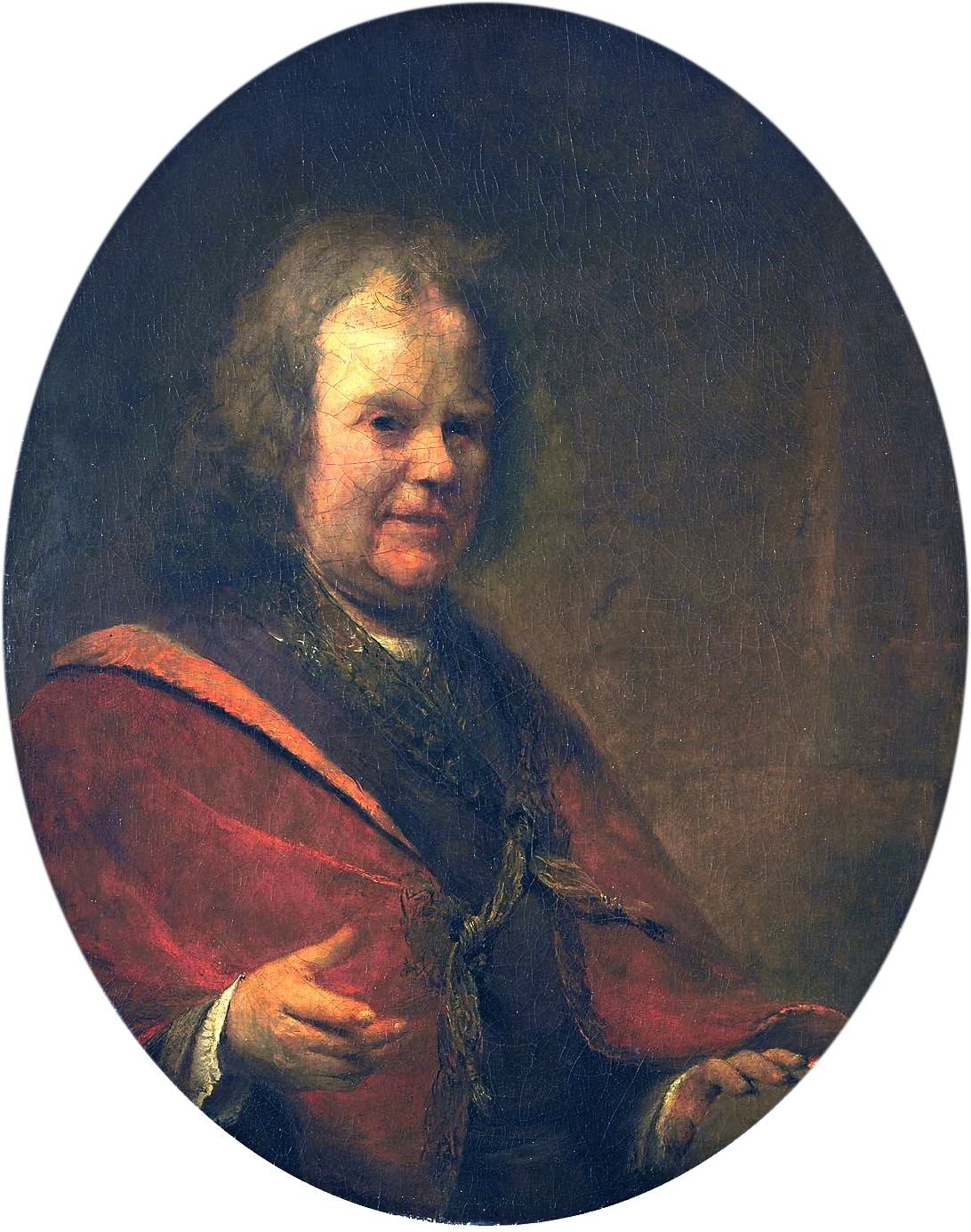
Herman Boerhaave portréja (1722 k.), Aert de Gelder, Mauritshuis
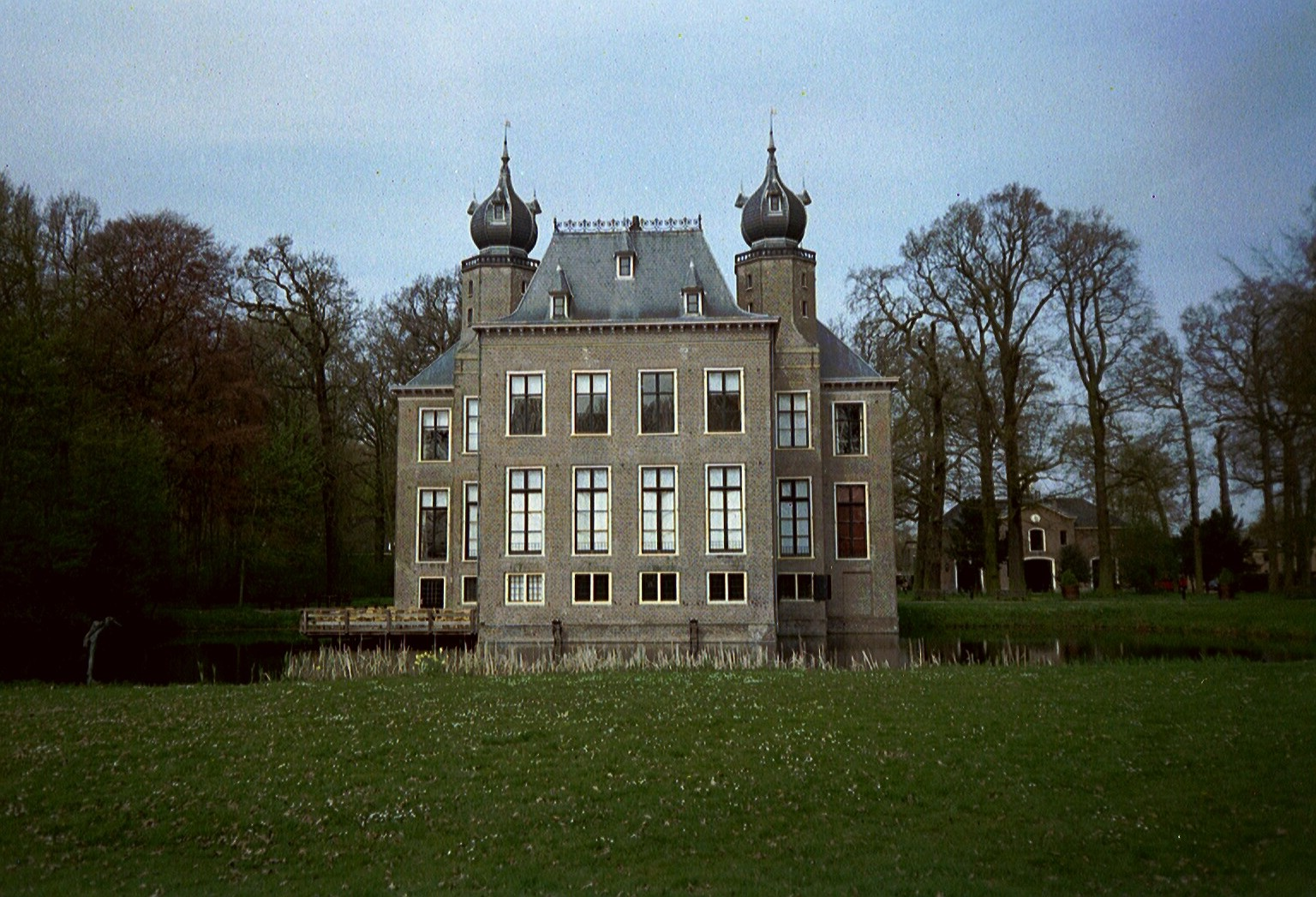
Az Oud-Poelgeest-kastély
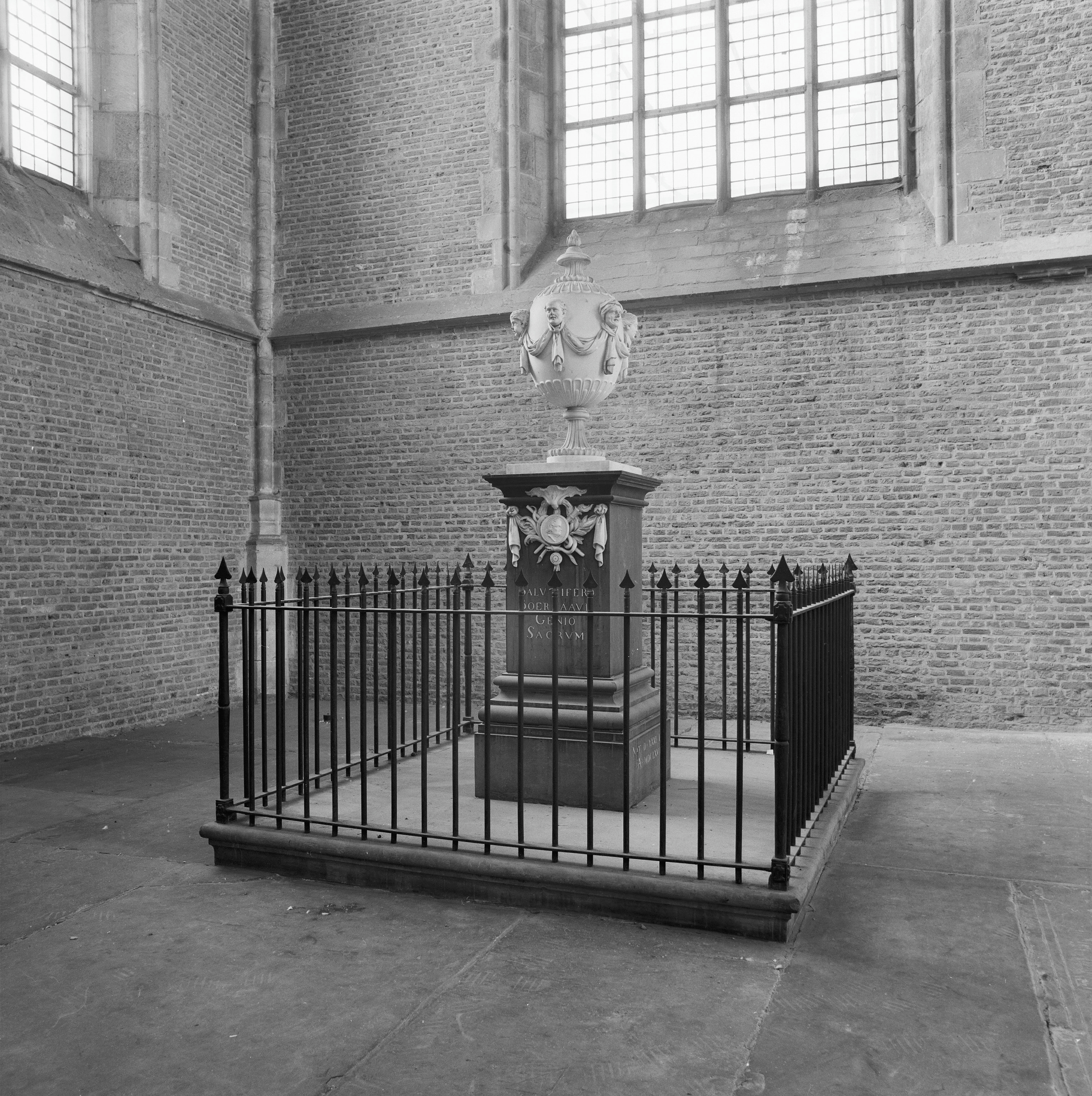
Herman Boerhaave síremléke a leideniPieterskerkben (1978)
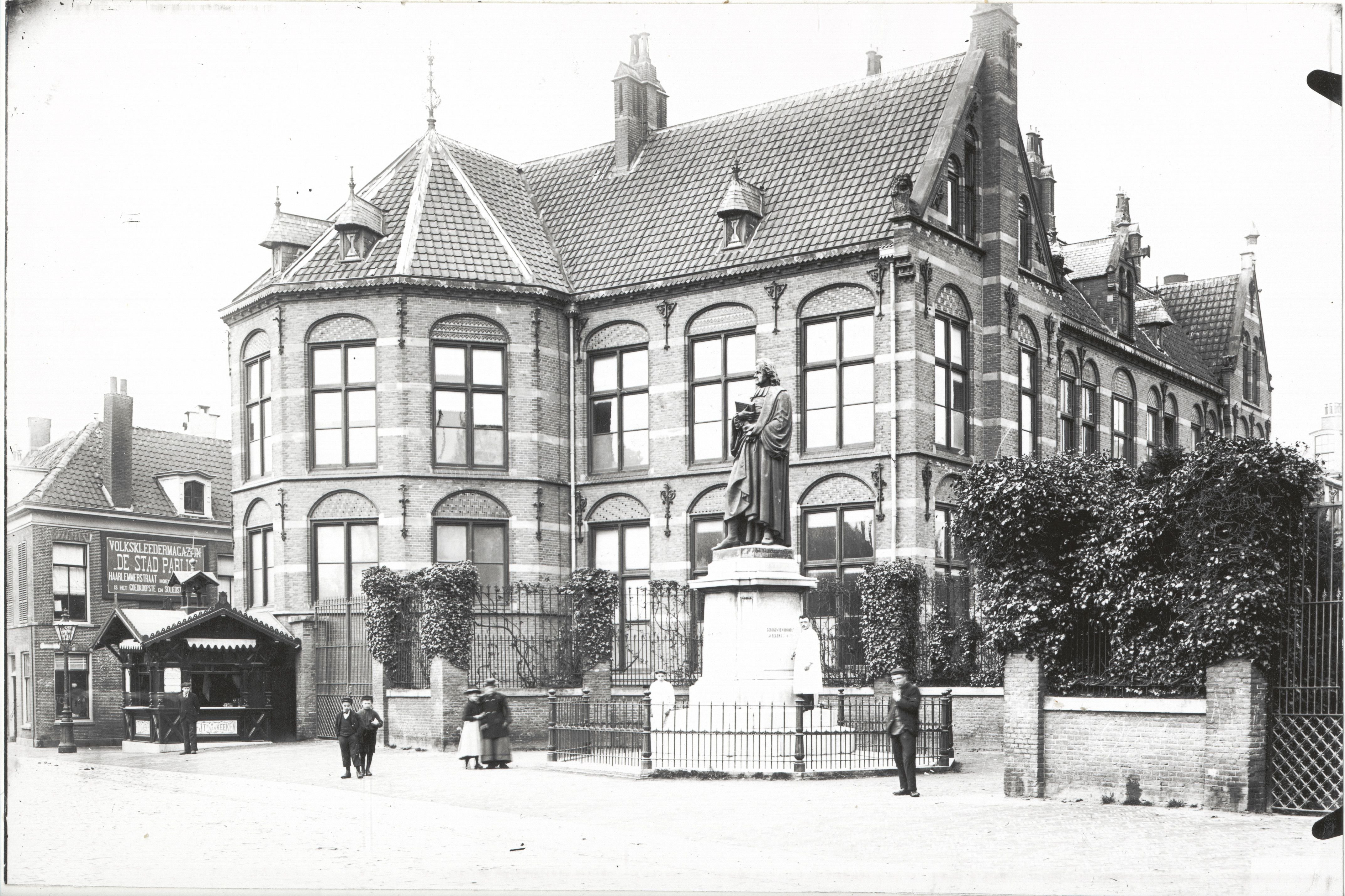
Herman Boerhaave bronzszobra a Leideni Akadémiai Kórház előtt, a Steenstraat 1. szám alatt (1900 k.)
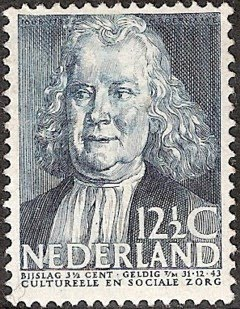
Herman Boerhaave postabélyegen (1938)
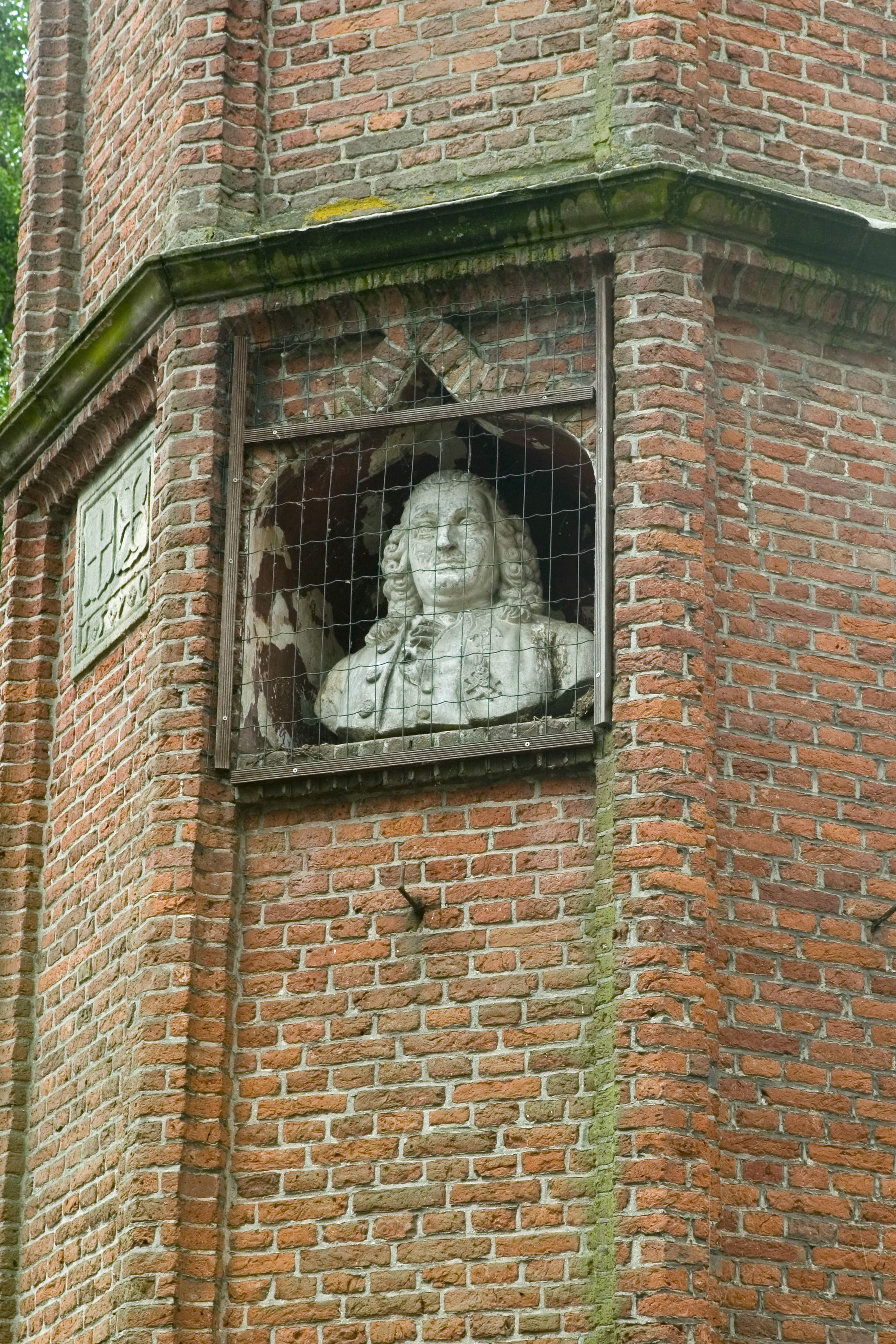
Herman Boerhaave mellszobra a Linné-torony fülkéjében (Harderwijk)

## Fordítás
- Ez a szócikk részben vagy egészben  a   Herman Boerhaave című holland Wikipédia-szócikk ezen változatának fordításán alapul.  Az eredeti cikk szerkesztőit annak laptörténete sorolja fel. Ez a jelzés csupán a megfogalmazás eredetét és a szerzői jogokat jelzi, nem szolgál a cikkben szereplő információk forrásmegjelöléseként.

## Bibliográfia
Botanikai szakmunkákban nevének rövidítése: „Boerh.”.

Az Aphorismi de cognoscendis et curandis morbis, 1728 címlapja

- Institutiones medicae. Leiden, 1708
- Aphorismi de cognoscendis et curandis morbis, Leiden, 1709
  - Boerhaaves tanítványa és asszisztense, Gerard van Swieten (1700–1772) öt részből álló kommentárt közölt róla.
- Elementa chemiae, Párizs, 1724